# Konrad Tom
Konrad Tom (né Konrad Runowiecki le 9 avril 1887 à Varsovie, mort le 9 août 1957 à Hollywood) est un écrivain, acteur, réalisateur, scénariste, ingénieur du son, auteur-compositeur et chanteur polonais.

## Biographie
Konrad Tom a écrit des paroles de chansons et composé des musiques, notamment pour cabarets et café-concert.
Il a écrit également des sketches d'humour juif appelés szmonces.  
Il était marié à l'actrice et chanteuse Zula Pogorzelska dont il resta veuf après la mort de celle-ci à la suite d'une syringomyélie de la moelle épinière. 
Il a écrit le scénario d'une trentaine de films, a joua dans une quinzaine, et en a réalisé une douzaine.

## Filmographie
Réalisateur
En 1937, il réalisa le film "Parada Warszawy" produit par son compatriote Danny Kaden et sa société de production polonaise "Danny Kaden Film". 
Scénariste
- 1935 : Antek policmajster (coscénarisé avec Emanuel Szlechter)
- 1936 : Ada, to nie wypada
- 1936 : Judeł gra na skrzypcach
- 1937 : Ułan Księcia Józefa
- 1937 : Książątko
- 1938 : Mamele (tourné en langue Yiddish)
- 1946 : Wielka droga 1946 (en exil)

Acteur
- 1932 : Sto metrów miłości de Michal Waszynski
- 1933 : Jego ekscelencja subiekt de Michal Waszynski
- 1933 : Romeo i Julcia de Jan Nowina-Przybylski
- 1934 : Co mój mąż robi w nocy ... de Michal Waszynski
- 1935 : ABC miłości de Michal Waszynski
- 1935 : Antek policmajster de Michal Waszynski
- 1935 : Wacuś de Michal Waszynski
- 1937 : Pani minister tańczy de Juliusz Gardan
- 1937 : Parada Warszawy de Konrad Tom

Ingénieur du son
- 1933 : Jego ekscelencja subiekt de Michal Waszynski
- 1934 : Czy Lucyna to dziewczyna? de Juliusz Gardan
- 1935 : Dwie Joasie de Mieczysław Krawicz

## Lyrics
- Kocha, lubi, szanuje (Aime, aime et respecte) avec Emanuel Szlechter chanté par Mieczyslaw Fogg
- Nic o tobie nie wiem (Je ne sais rien de vous) avec Emanuel Szlechter
- Złociste włoski, Tyle miłości (Trésor d'Italie, beaucoup d'amour) avec Eugeniusz Bodo